# لن وین
لن وین (انگلیسی: Len Wein؛ زادهٔ ۱۲ ژوئن ۱۹۴۸ و درگذشته ۱۰ سپتامبر ۲۰۱۷) پدیدآور و نویسنده اهل ایالات متحده آمریکا بود.
وی بیشتر برای همکاری با شرکت‌های مارول کامیکس و دی‌سی کامیکس برای پدیدآوردن چیز باتلاق، ولورین، مردان ایکس، هدف انسانی و لیگ عدالت شناخته می‌شد.